# Nikaia–konstantinápolyi hitvallás
A nikaia–konstantinápolyi hitvallás (Nikaia régies latinos közvetítéssel magyarosodott alakját használva gyakran előfordul nicea–konstantinápolyi hitvallás, illetve röviden niceai hitvallás formában is; latinul: Symbolum Nicaeno-Constantinopolitanum) a kereszténység egyik legfontosabb és legismertebb hitvallása, amelyet a legtöbb keresztény felekezet és közösség elfogad, és gyakran hangzik el istentiszteleteiken (a római katolikus egyház szentmiséin minden ünnepi/vasárnapi alkalommal, a homília/prédikáció után). Sokszor – némiképp pontatlanul – nikaiai hitvallásnak is nevezik. 
Szövegezése és egyetemes elfogadása a trinitárius kereszténység első két egyetemes zsinata a 325-ben tartott első nikaiai zsinathoz és a 381-ben tartott első konstantinápolyi zsinathoz kötődik. Háromosztatú hitvallás, tehát három hitágazatban vallja meg a Szentháromság három személyébe vetett hitet. Szerkezetében és szóhasználatában is hasonlít az apostoli hitvalláshoz, viszont jóval hosszabb nála.
A szöveg nagyrészt bibliai fordulatokból épül fel, a legfontosabb kivétel a második hitágazatban szereplő ὁμοούσιον (egylényegű) kifejezés, amely a filozófiai nyelv egy fontos fogalmát emelte be a hitvallásba, és ezzel hozzájárult a keresztény hit filozófiai interpretációjának folyamatához. Ez a kifejezés egyben a hitvallás sarokpontjának is tekinthető, az ariánus-viták jelszavává vált.
A Nikaia–konstantinápolyi hitvallás kimondta Jézus Krisztus egylényegűségét az Atyával (homouszion). Arius alapján azonban csak „hasonló lényegű” (homoiuszion). A zsinat őt és követőit, mint eretnekeket, kizárta az egyházból.
A hitvallás leghosszabb és egyben legfontosabb része a második hitágazat, amelyben sok kifejezés újra és újra hangsúlyozza Jézus Krisztus istenségét, ezek szövik át a megváltás történeti elbeszélését. Emellett hangsúlyos a hitvallásban a Szentlélek istensége – a harmadik hitágazatban.

## Története

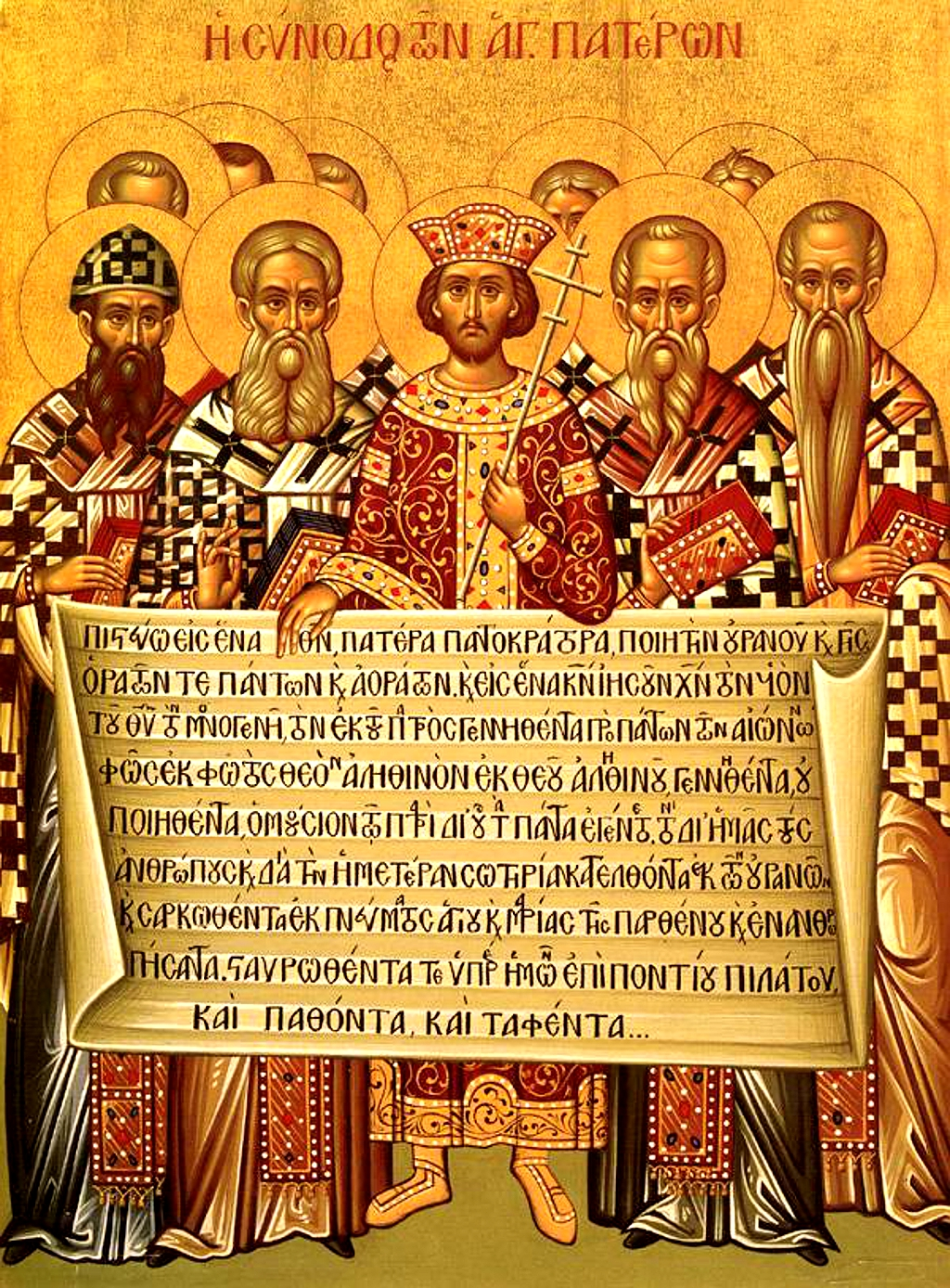
Ókeresztény ikon.
Középen Nagy Konstantin császár. aki a „Symbolum Nicaeno-Constantinopolitanum”, az első nikaiai zsinaton elfogadott keresztény Nikaia–konstantinápolyi hitvallás közösen elfogadott szövegének részletét tartja az egyházatyákkal

A hitvallás célja , hogy doktrinális kijelentést adjon a „helyes” hitről a keresztények közötti viták közepette. A kereszténység hitvallásait a tanokkal kapcsolatos konfliktusok idején dolgozták ki: egy hitvallás elfogadása vagy elutasítása a hívők és az eretnekek megkülönböztetésére szolgált.
A korábbi Apostoli Hitvallás, amelyet nyilvánvalóan az ariánus vita 4. századi kirobbanása előtt fogalmaztak meg, nem írja le a Fiút vagy a Szentlelket „Istenként” vagy „az Atyával egylényegűként”.
A nikaiai hitvallást az ariánus vita megoldására fogadták el, amelynek vezetője, Arius, Alexandria papja, „kifogásolta Sándor (az akkori püspök) látszólagos hanyagságát, amikor az örök nemzedék hangsúlyozásával elmosta az Atya és a Fiú közötti természeti különbséget”. Konstantin császár összehívta a nikaiai zsinatot, hogy megoldja az egyházban ezt a vitát, amely Arius tanításainak széles körben történő elfogadásából fakadt, ás ami az egész birodalom destabilizálásával fenyegetett. 
A nikaiai hitvallás megfogalmazását követően Arius tanításait ezentúl eretnekségnek minősítették.
A 325-ben Nikaiaban tartott első egyetemes zsinat egy régi keresztelési hitvallást ariánus-ellenes tételekkel egészített ki, hangsúlyozva Jézus Krisztus istenségét. Így született meg a nikaiai hitvallás, melynek első két hitágazata nagyrészt azonos volt a későbbi Nikaia-konstantinápolyi hitvallással, de a harmadik hitágazat csak ennyiből állt: „…és a Szentlélekben.” Ezt követően az ariánus tanítás elítélése következett.
Későbbiek
A 381-ben tartott első konstantinápolyi zsinat kiegészítette a nikaiai hitvallást – elsősorban a harmadik hitágazatot – és nem tette a hitvallás részévé az ariánusok tanításának elítéléséről szóló záró tételeket. (De a második hitágazat antiariánus élű kifejezései természetesen megmaradtak.) Ez a zsinat fogadta el a hitvallás ma is használt szövegét.
A görög és a latin szöveg nem fedi teljesen egymást. A ma Nyugaton elterjedt szöveg a 6. század végén alakult ki véglegesen.
A Nikaia-konstantinápolyi hitvallást a keresztény egyházak istentiszteleteiken és hitük megfogalmazásakor széles körben használják. A katolikus miséken általában ez a hitvallás hangzik el. A magyarországi protestáns egyházakban viszont ritkábban használják, mint az Apostoli hitvallást.
A két hitvallás nagyfokú hasonlósága ellenére érdekes különbség, hogy az Apostoli hitvallással szemben a nikaiai hitvallás a maga nagyobb terjedelme ellenére sem tartalmazza a sírban fekvő Jézus poklokra való alászállásáról és a szentek közösségéről szóló sorokat.
A nikaiai-hitvallás után körülbelül egy évszázaddal később fogalmazták meg az Atanázi-hitvallást , amely nem egy ismert egyházi zsinat eredménye, és a keleti kereszténységben sem használt, de sokkal részletesebben írja le az Atya, a Fiú és a Szentlélek kapcsolatát. Ez volt az első hitvallás, amely kifejezetten kimondta a Szentháromság három hiposztázisának egyenlőségét. Abban különbözik a nikaiai-konstantinápolyi hitvallástól, hogy az eredeti niceai hitvalláshoz hasonlóan anatémákat is tartalmaz, amelyek kárhoztatják azokat, akik nem értenek egyet a kijelentéseivel. 

### A „Filioque”-vita
A hitvallás latin nyelvű szövegébe a Szentlélek eredetével kapcsolatban először a toledói zsinat toldotta be 589-ben az eredeti, elismert szövegbe a Filioque szót, amely szerint a Szentlélek „az Atyától és a Fiútól származik”. Ennek célja feltételezhetően Krisztus istenségének és az Atyával való egységének fokozottabb hangsúlyozása volt, ellensúlyozandó az arianizmusnak a vizigótok közötti erős hatását. A betoldást 767-től kezdve a frank egyház is elfogadta. Nagy Károly 809-ben az aacheni zsinattal elfogadtatta a betoldás használatának lehetőségét. Rómában 1014-től mondják ezzel a betoldással a hitvallást. A keleti (ortodox) egyházak viszont sohasem fogadták el a Filioque-betoldást, és gyakran tiltakoztak nyugati használata ellen. Az ekörüli polémia (a joghatósági viták és a liturgiai különbségek mellett) nagyban hozzájárult a keleti és a nyugati egyház eltávolodásához, majd az 1054-es nagy egyházszakadáshoz (szkizma). A szövegbeli különbség ma is fennáll, a nyugati kereszténység (beleértve a protestantizmust is) a betoldással együtt fogadja el a Nikaia-konstantinápolyi hitvallást. Viszont a orthodox keresztények részvételével tartott ökumenikus istentiszteleteken általában kihagyják a Filioque-kitételt.

## Szövege
| Görög szöveg | Latin szöveg | Ökumenikus fordítás | Katolikus fordítás | Ortodox fordítás |
| --- | --- | --- | --- | --- |
| Πιστεύομεν εἰς ἕνα Θεόν, Πατέρα, Παντοκράτορα, ποιητὴν οὐρανοῦ καὶ γῆς, ὁρατῶν τε πάντων καὶ ἀοράτων. Καὶ εἰς ἕνα Κύριον Ἰησοῦν Χριστόν, τὸν Υἱὸν τοῦ Θεοῦ τὸν μονογενῆ, τὸν ἐκ τοῦ Πατρὸς γεννηθέντα πρὸ πάντων τῶν αἰώνων· - φῶς ἐκ φωτός, Θεὸν ἀληθινὸν ἐκ Θεοῦ ἀληθινοῦ, γεννηθέντα οὐ ποιηθέντα, ὁμοούσιον τῷ Πατρί, δι' οὗ τὰ πάντα ἐγένετο. Τoν δι' ἡμᾶς τοὺς ἀνθρώπους καὶ διὰ τὴν ἡμετέραν σωτηρίαν κατελθόντα ἐκ τῶν οὐρανῶν καὶ σαρκωθέντα ἐκ Πνεύματος Ἁγίου καὶ Μαρίας τῆς Παρθένου καὶ ἐνανθρωπήσαντα. Σταυρωθέντα τε ὑπὲρ ἡμῶν ἐπὶ Ποντίου Πιλάτου, καὶ παθόντα καὶ ταφέντα. Καὶ ἀναστάντα τῇ τρίτῃ ἡμέρα κατὰ τὰς Γραφάς. Καὶ ἀνελθόντα εἰς τοὺς οὐρανοὺς καὶ καθεζόμενον ἐκ δεξιῶν τοῦ Πατρός. Καὶ πάλιν ἐρχόμενον μετὰ δόξης κρῖναι ζῶντας καὶ νεκρούς, οὗ τῆς βασιλείας οὐκ ἔσται τέλος. Καὶ εἰς τὸ Πνεῦμα τὸ Ἅγιον, τὸ κύριον, τὸ ζωοποιόν, τὸ ἐκ τοῦ Πατρὸς - ἐκπορευόμενον, τὸ σὺν Πατρὶ καὶ Υἱῷ συμπροσκυνούμενον καὶ συνδοξαζόμενον, τὸ λαλῆσαν διὰ τῶν προφητῶν. Εἰς μίαν, Ἁγίαν, Καθολικὴν καὶ Ἀποστολικὴν Ἐκκλησίαν. Ὁμολογῶ ἓν βάπτισμα εἰς ἄφεσιν ἁμαρτιῶν. Προσδοκῶ ἀνάστασιν νεκρῶν. Καὶ ζωὴν τοῦ μέλλοντος αἰῶνος. Ἀμήν. | Credo in unum Deum, Patrem omnipotentem, factorem cæli et terræ, visibilium omnium et invisibilium. Et in unum Dominum Iesum Christum, Filium Dei unigenitum, et ex Patre natum ante omnia sæcula. Deum de Deo, Lumen de Lumine, Deum verum de Deo vero, genitum non factum, consubstantialem Patri; per quem omnia facta sunt. Qui propter nos homines et propter nostram salutem descendit de cælis. Et incarnatus est de Spiritu Sancto ex Maria Virgine, et homo factus est. Crucifixus etiam pro nobis sub Pontio Pilato, passus et sepultus est, et resurrexit tertia die, secundum Scripturas, et ascendit in cælum, sedet ad dexteram Patris. Et iterum venturus est cum gloria, iudicare vivos et mortuos, cuius regni non erit finis. Et in Spiritum Sanctum, Dominum et vivificantem, qui ex Patre (Filioque) procedit. Qui cum Patre et Filio simul adoratur et conglorificatur: qui locutus est per prophetas. Et unam, sanctam, catholicam et apostolicam Ecclesiam. Confiteor unum baptisma in remissionem peccatorum. Et expecto resurrectionem mortuorum, et vitam venturi sæculi. Amen. | Hiszek az egy Istenben, mindenható Atyában, mennynek és földnek, minden láthatónak és láthatatlannak teremtőjében. Hiszek az egy Úrban, Jézus Krisztusban, Isten egyszülött Fiában, aki az Atyától született minden idő előtt, Isten az Istentől, világosság a világosságtól, valóságos Isten a valóságos Istentől; született és nem teremtetett, az Atyával egylényegű, és általa lett minden. Érettünk, emberekért és üdvösségünkért leszállt a mennyből. Megtestesült a Szentlélektől és Szűz Máriától, és emberré lett. Keresztre feszítették értünk Poncius Pilátus alatt, kínhalált szenvedett, és eltemették, harmadnapon feltámadt az Írások szerint, fölment a mennybe, ott ül az Atya jobbján, újra eljön dicsőségében ítélni élőket és holtakat, és uralmának nem lesz vége. Hiszek a Szentlélekben, Urunkban és éltetőnkben, aki az Atyától (és a Fiútól) származik, akit az Atyával és Fiúval együtt imádunk és dicsőítünk, és aki szólt a próféták által. Hiszem az egy, szent, egyetemes és apostoli egyházat. Vallom az egy keresztséget a bűnök bocsánatára. Várom a holtak föltámadását és az eljövendő örök életet. Ámen. | Hiszek az egy Istenben, mindenható Atyában, mennynek és földnek, minden láthatónak és láthatatlannak Teremtőjében. Hiszek az egy Úrban: Jézus Krisztusban, Isten egyszülött Fiában, aki az Atyától született az idő kezdete előtt. Isten az Istentől, Világosság a Világosságtól, valóságos Isten a valóságos Istentől. Született, de nem teremtmény: az Atyával egylényegű, és minden általa lett. Értünk, emberekért, a mi üdvösségünkért leszállott a mennyből. Megtestesült a Szentlélek erejéből Szűz Máriától, és emberré lett. Poncius Pilátus alatt értünk keresztre feszítették, kínhalált szenvedett, és eltemették. Harmadnapra föltámadott az Írások szerint, fölment a mennybe, ott ül az Atyának jobbján, de újra eljön dicsőségben, ítélni élőket és holtakat, és országának nem lesz vége. Hiszek a Szentlélekben, Urunkban és éltetőnkben, aki az Atyától és a Fiútól származik. Akit épp úgy imádunk és dicsőítünk, mint az Atyát és a Fiút. Ő szólt a próféták szavával. Hiszek az egy, szent, katolikus és apostoli Anyaszentegyházban, vallom az egy keresztséget a bűnök bocsánatára, várom a holtak föltámadását és az eljövendő örök életet. Ámen. | Hiszek egy Istenben, mindenható Atyában, mennynek és földnek, minden látható és láthatatlan dolgoknak Teremtőjében. és az egy Úr Jézus Krisztusban, Istennek egyszülött Fiában, aki az Atyától minden időknek előtte született; a Világosságtól való Világosságban, igaz Istentől való igaz Istenben, aki született és nem teremtetett, aki egylényegű az Atyával, és aki által mindenek lettek; aki miérettünk, emberekért és a mi üdvösségünkért leszállt a mennyekből és megtestesült a Szent Lélektől és Szűz Máriától és emberré lett; aki keresztre feszíttetett miérettünk Poncius Pilátus idejében, és szenvedett és eltemettetett, és feltámadott a harmadik napon az Írások szerint; és felment a mennyekbe és ül az Atyának jobbján; és újból eljő dicsőséggel, ítélni élőket és holtakat, és az Ő Országának nem lesz vége; és a Szent Lélekben, Úrban és Éltetőben, aki az Atyától ered, akit az Atyával és Fiúval együtt imádunk és dicsőítünk, aki a próféták által szólott. Hiszek egy, szent, egyetemes és apostoli Egyházban. Egy keresztséget vallok a bűnök bocsánatára. Várom a holtak feltámadását és az eljövendő örök életet. Ámin. |

## Idézet
Nem az szeret, ki a testnek hizelg,
De aki a lelket vezérli vissza,
Ha kell, kard élén vagy lángon keresztül
Ahhoz, ki mondá: Nem békét, de harcot
Hozok a földre. - E gonosz hitűek
A szentháromság rejtélyes tanában
A homoiusiont hirdetik,
Mig az egyház a homousiont
Alapítá meg a hit cikkeül.